# Campionati europei femminili di softball
I Campionati europei femminili di softball (ufficialmente European Softball Women Championship) sono il massimo torneo tra squadre nazionali che si disputa ogni due anni in Europa sotto l'egida della European Softball Federation (ESF).

## Risultati
| Anno | Sede                       |             | Finaliste     | Finaliste   |             | Semifinaliste | Semifinaliste |
| Anno | Sede                       | Campione    | Vice-campione | 3º posto    | 4º posto    |               |               |
| 1979 | Rovereto                   | Paesi Bassi | Italia        | Belgio      | Svezia      |               |               |
| 1981 | Haarlem                    | Paesi Bassi | Italia        | Svezia      | Belgio      |               |               |
| 1983 | Parma                      | Paesi Bassi | Italia        | Belgio      | San Marino  |               |               |
| 1984 | Anversa                    | Paesi Bassi | Italia        | Belgio      | Svezia      |               |               |
| 1986 | Anversa                    | Italia      | Paesi Bassi   | Belgio      | Danimarca   |               |               |
| 1988 | Hørsholm                   | Paesi Bassi | Italia        | Svezia      | Belgio      |               |               |
| 1990 | Genova                     | Paesi Bassi | Belgio        | Italia      | Rep. Ceca   |               |               |
| 1992 | Bussum                     | Italia      | Paesi Bassi   | Rep. Ceca   | Danimarca   |               |               |
| 1995 | Settimo Torinese           | Italia      | Paesi Bassi   | Rep. Ceca   | Belgio      |               |               |
| 1997 | Praga                      | Italia      | Paesi Bassi   | Rep. Ceca   | Danimarca   |               |               |
| 1999 | Anversa                    | Italia      | Rep. Ceca     | Russia      | Paesi Bassi |               |               |
| 2001 | Praga                      | Italia      | Rep. Ceca     | Paesi Bassi | Russia      |               |               |
| 2003 | Caronno Pertusella-Saronno | Italia      | Russia        | Paesi Bassi | Rep. Ceca   |               |               |
| 2005 | Praga                      | Italia      | Grecia        | Paesi Bassi | Regno Unito |               |               |
| 2007 | Amsterdam                  | Italia      | Paesi Bassi   | Russia      | Rep. Ceca   |               |               |
| 2009 | Valencia                   | Paesi Bassi | Regno Unito   | Rep. Ceca   | Russia      |               |               |
| 2011 | Ronchi dei Legionari       | Paesi Bassi | Italia        | Regno Unito | Rep. Ceca   |               |               |
| 2013 | Praga                      | Paesi Bassi | Italia        | Rep. Ceca   | Russia      |               |               |
| 2015 | Rosmalen                   | Italia      | Paesi Bassi   | Rep. Ceca   | Russia      |               |               |
| 2017 | Bollate                    | Paesi Bassi | Italia        | Regno Unito | Rep. Ceca   |               |               |
| 2019 | Ostrava                    | Italia      | Paesi Bassi   | Regno Unito | Rep. Ceca   |               |               |
| 2021 | Castions di Strada         |             | Italia        | Paesi Bassi |             | Rep. Ceca     | Israele       |
| 2022 | Sant Boi                   |             | Paesi Bassi   | Regno Unito |             | Italia        | Rep. Ceca     |
| 2024 | Utrecht                    |             | Italia        | Regno Unito |             | Paesi Bassi   | Rep. Ceca     |

### Medagliere
| Posiz. | Nazione     | Oro | Argento | Bronzo | Totale |
| ------ | ----------- | --- | ------- | ------ | ------ |
| 1      | Italia      | 13  | 8       | 2      | 23     |
| 2      | Paesi Bassi | 11  | 8       | 4      | 23     |
| 3      | Regno Unito | 0   | 3       | 3      | 6      |
| 4      | Rep. Ceca   | 0   | 2       | 7      | 9      |
| 5      | Belgio      | 0   | 1       | 4      | 5      |
| 6      | Russia      | 0   | 1       | 2      | 3      |
| 7      | Grecia      | 0   | 1       | 0      | 1      |
| 8      | Svezia      | 0   | 0       | 2      | 2      |